# Allan Johnston
Pour les articles homonymes, voir Johnston.
Allan Johnston  est un footballeur professionnel écossais né le 14 décembre 1973 à Glasgow et qui évolue au poste d'attaquant.